# Національний банк Данії
Національний банк Данії (дан. Danmarks Nationalbank) — центральний банк данського королівства. Є членом ЄСЦБ, проте не входить до Єврозони. Банк випускає власну національну валюту — данську крону.
Банк було засновано 1 серпня 1818 року королем Фредеріком VI. Приватний банк одержав 90-річну монополію на валютні операції, яка, у 1907 році, була продовжена до 1938 року. У 1914 році Національний банк став єдиним банком, який проводив фінансові операції уряду. Повністю незалежним від уряду фінансова установа стала у 1936 році.
Будівлю банку була спроєктована Арне Якобсоном у співпраці з Гансом Діссінгом і Отто Ветлінгом. Після смерті Якобсена його компанія, змінивши назву на Dissing+Weitling, завершила будівництво.

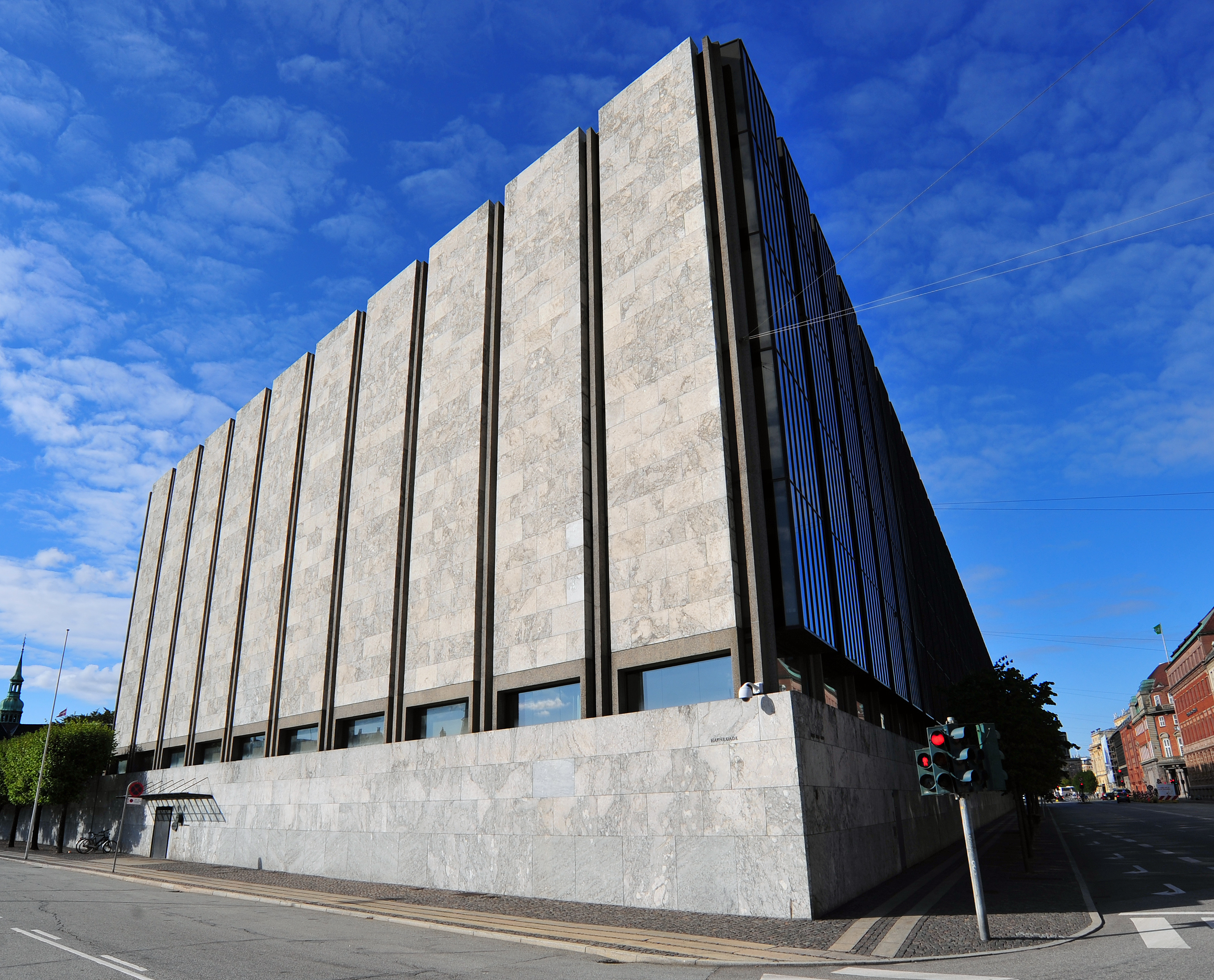
З південного боку

Метою Національного банку Данії, як незалежної і авторитетної установи, є забезпечення стабільності національної валюти. На Раді керуючих банку лежить уся відповідальність за монетарну політику. Рада налічує трьох членів. Головою Ради керуючих є керівник, який призначається королем. Двоє інших призначаються Радою директорів. З 2011 року очільником Ради керуючих є Пер Каллесен.
Національний банк Данії бере на себе усі функції, пов'язані з управлінням державним боргом Данії. Розподіл відповідальності викладений в угоді між національним банком і Міністерством фінансів.

## Логотип

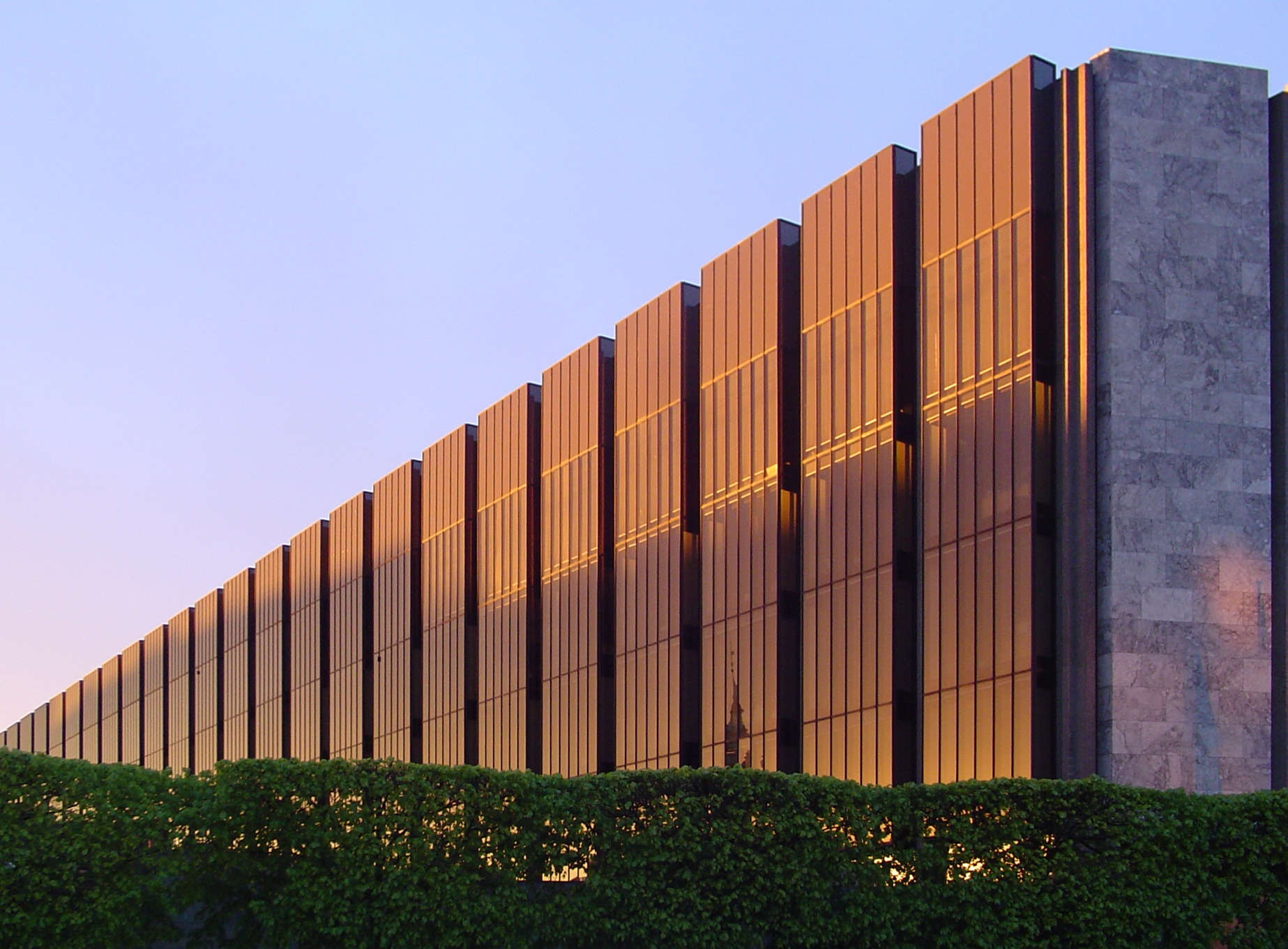
Вечірні сутінки

Офіційним логотипом банку ще з початку XIX століття є варіант данського герба, на якому ще показані провінції Шлезвіг і Гольштейн. Дві останні провінції були втрачені внаслідок другої війни за Шлезвіг і банк залишається єдиною державною установою, яка ще використовує логотип із цими провінціями. З кінця XIX століття монети, випущені банком, мають серцеподібний фірмовий знак монетного двору. До цього часу як фірмовий знак використовували королівську корону.